# Csapó Vilmos
Tagyosi Csapó Vilmos (Dunaszentgyörgy, 1798. december 4. – Dunaszentgyörgy, 1879. szeptember 3.) honvéd ezredes az 1848–49-es szabadságharcban.

## Életpályája
A nemesi származású tagyosi Csapó család sarja. Édesapja, tagyosi Csapó Pál (1768-1820), édesanyja, báró Dillon Rozália (1773-1830) volt. Tanulmányait a bécsi Theresianumban végezte, majd 1815-ben lépett a császári hadsereg 2. dragonyosezredébe. 1830-ban főhadnagyi rangjának megtartásával kilépett a hadseregből és Tolna vármegyei birtokán gazdálkodott. 1848. augusztus 24-étől a Tolna vármegyei nemzetőrségnél szolgált őrnagyi rangban. A megye nemzetőrségének mozgóvá tett 2. zászlóalja élén részt vett a délvidéki harcokban. Szeptember közepétől a Jellasics támadása miatt elrendelt népfelkelés Tolna vármegyei parancsnoka. Október 7-én az ozorai ütközetben – Perczel Mór és Görgei Artúr csapatai mellett – az ő egysége játszotta a legfontosabb szerepet. Október 16-án az Országos Honvédelmi Bizottmány ezredessé léptette elő és megbízta a Tolna megyei nemzetőrség parancsnokságával.  1849. június 21-étől ő lett a dél-dunántúli nemzetőrség és népfelkelés parancsnoka. A világosi fegyverletétel után elfogták és Aradon golyó általi halálbüntetésre ítélték. Az ítéletet később tíz év várfogságra változtatták. 1850. június 12-én kegyelmet kapott. Ezután haláláig  birtokán gazdálkodott Tolna vármegyében.

## Házasságai
Első nejét, zalabéri Horváth Erzsébet (1812-1835) kisasszonyt, 1831. február 13-án vette el Zalabéren. Neje halála után, feleségül vette 1837. február 25-én Mernyén a nedecei Nedeczky családból való Nedeczky Hedviget (1814-1879), nedecei Nedeczky Ferenc (1769-1835) táblabíró, Zala vármegyei másodaljegyző, árvaszéki elnök, és lomnicai Skerlecz Mária Klára (1777-1828) leányát.